# 青森ダイハツモータース
株式会社青森ダイハツモータース（あおもりダイハツモータース、英: AOMORI DAIHATSU CORPORATION）は、青森県青森市に本社を置き、ダイハツ工業が製造した乗用車・軽自動車を取り扱う自動車販売会社。

## 概要
青森県内全域においてダイハツ店を展開している。

## 沿革
- 1970年3月 - 設立。

## 拠点
新車拠点
- 本社・青森石江店 - 青森市石江字岡部85-3
- 青森観光通り店 - 青森市浜田字玉川205-12
  - 2008年に青森東店から移転。
- 弘前神田店 - 弘前市神田5-1-2
- 弘前城東店 - 弘前市早稲田4-4-8
- 五所川原店 - 五所川原市姥萢字船橋40-11
  - 2017年に広田字柳沼55-4より移転。
- 八戸類家店 - 八戸市諏訪3-3-13
- 八戸卸センター店 - 八戸市卸センター1-17-32
  - 2014年に八戸河原木店から移転（青森トヨペット八戸卸センター店に隣接）。
- 十和田店 - 十和田市元町東2-2-1
- むつ店 - むつ市田名部字赤川の内並木111-4

中古車拠点
- U-CARアイル石江店 - 青森市石江字岡部82-2

## 提供番組
過去
- NNNニューススポット（青森放送、水曜・1980年代）
- ワンダフルナビゲーション～ワンナビ～：青森テレビ（「おしゃべりハウス」金曜日「情報らんど」のコーナーでも店舗紹介、放送分及び土曜 21:54 - 21:58） - 県内のグルメ、観光、体験スポットやショッピングスポットの紹介とダイハツの店舗紹介を行っている